# Hängfärjan i Osten

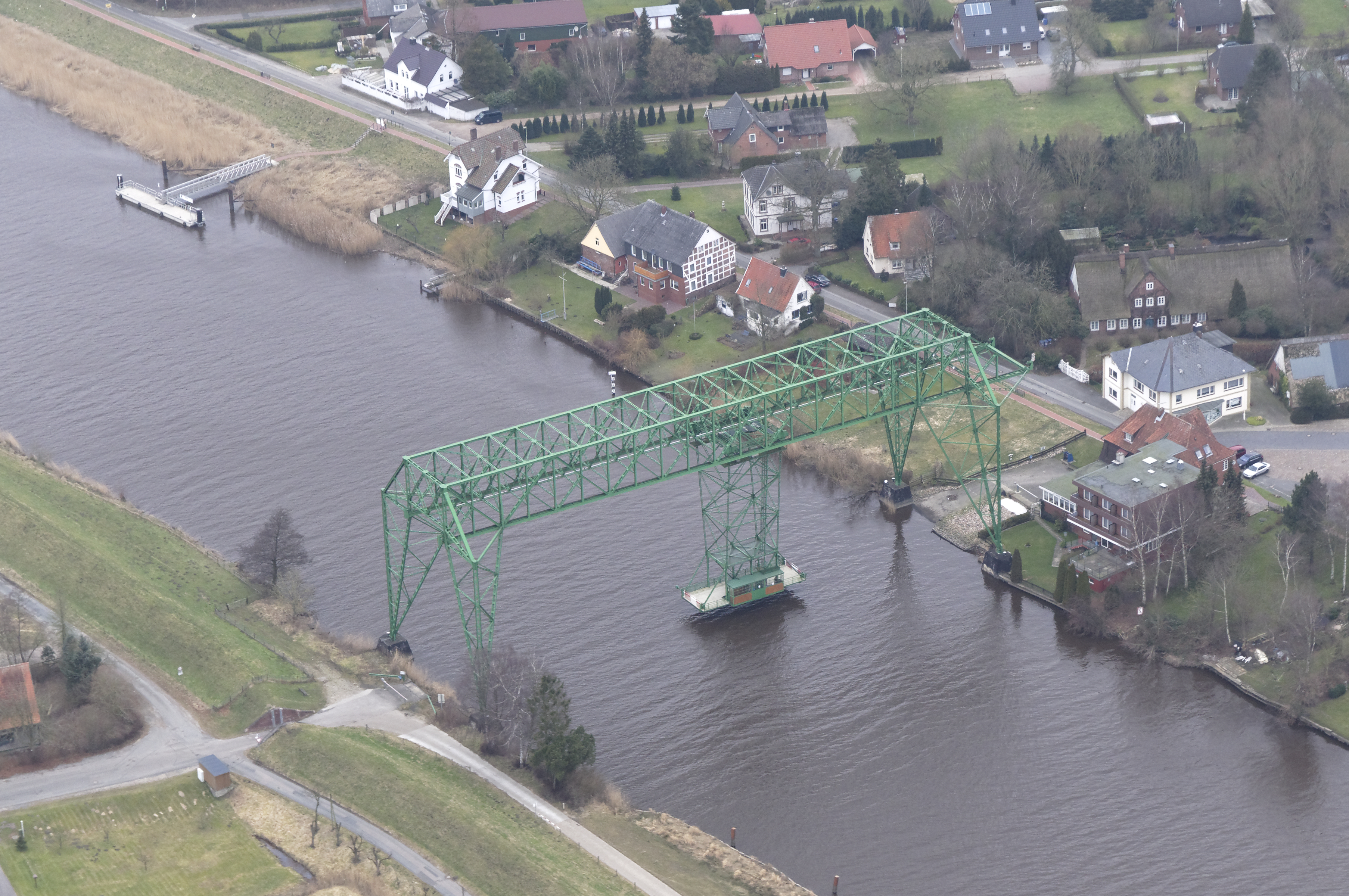
Hängfärjan i Osten

Hängfärjan i Osten är en hängfärja över Elbes biflod Oste mellan Osten och Hemmoor i Landkreis Cuxhaven i Niedersachsen i Tyskland. Den är ett byggnadsminne sedan 1974.
Hängfärjan togs i drift 1909. 

## Historik
Ostens styrande beslöt 1899 att bygga en hängfärja. Den byggdes från 1908 av MAN Werk Gustavsburg och Allgemeine Elektricitäts-Gesellschaft (AEG) och blev klar 1909. 
Efter det att den 1969–1974 uppförda bron över Osten för Bundesstraße 495 började användas, stängdes hängfärjan för allmän trafik. År 1975 övertogs ägandeskapet av  distriktet Land Hadeln.

## Tekniska data
- Stålmängd: 286 ton
- Längd: 90 meter
- Total höjd: 38 meter
- Vidd mellan pyloner: 25 meter
- Segelhöjd vid högsta vattenstånd: 21 meter
- Spårvidd för bärvagnen: 9,20 meter
- Gondolens storlek: 16 meter × 4,30 meter
- Gondolens egenvikt: 34 ton
- Högsta last: 18 ton
- Motor: Elmotor på 13 kW

## Bildgalleri

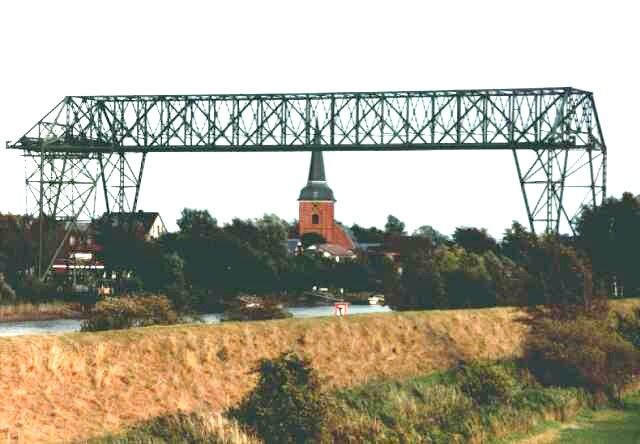
Hängfärjan i Osten och Sankt Petruskyrkan, sedd från Hemmoor
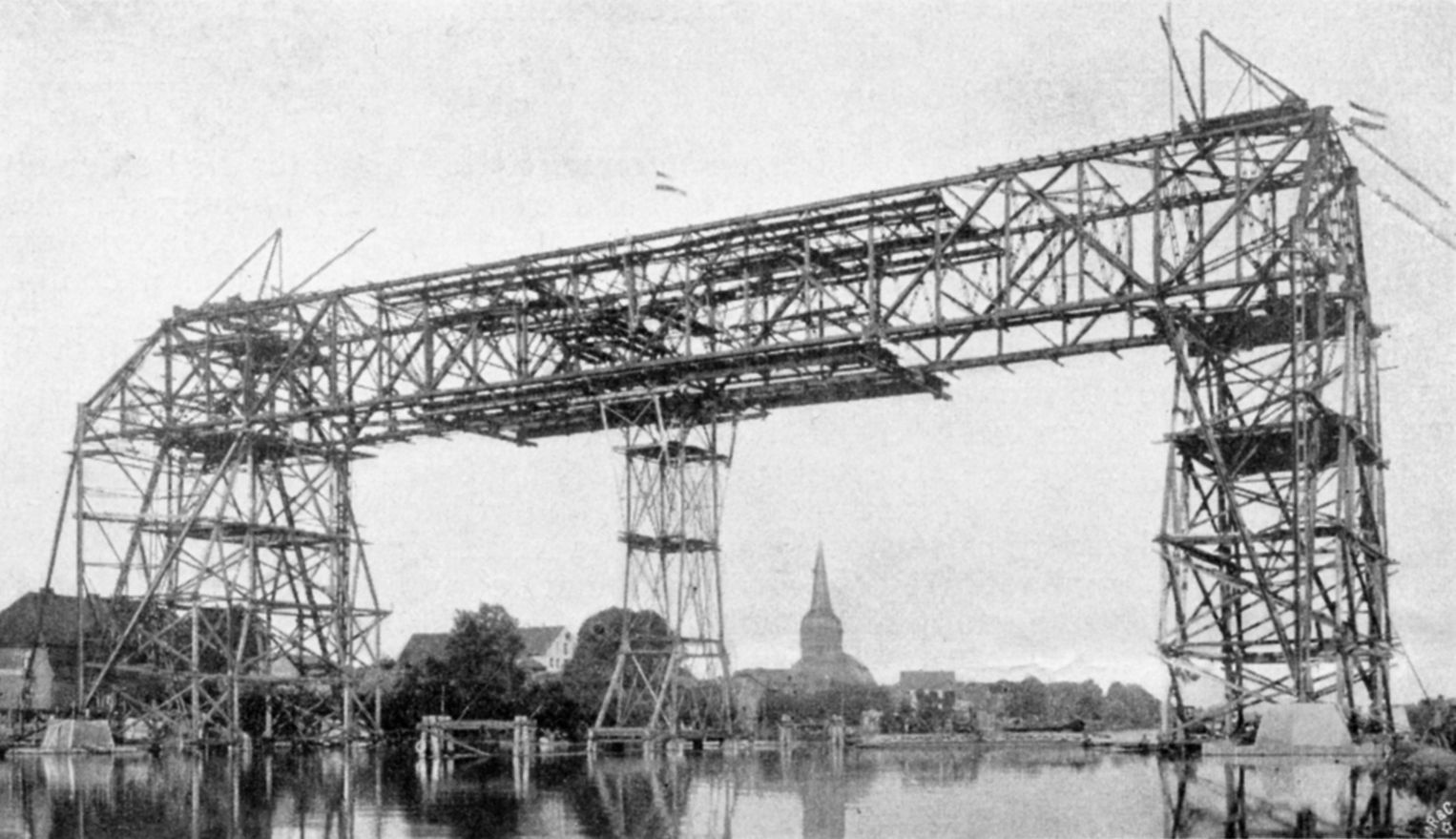
Uppförandet av hängfärjan
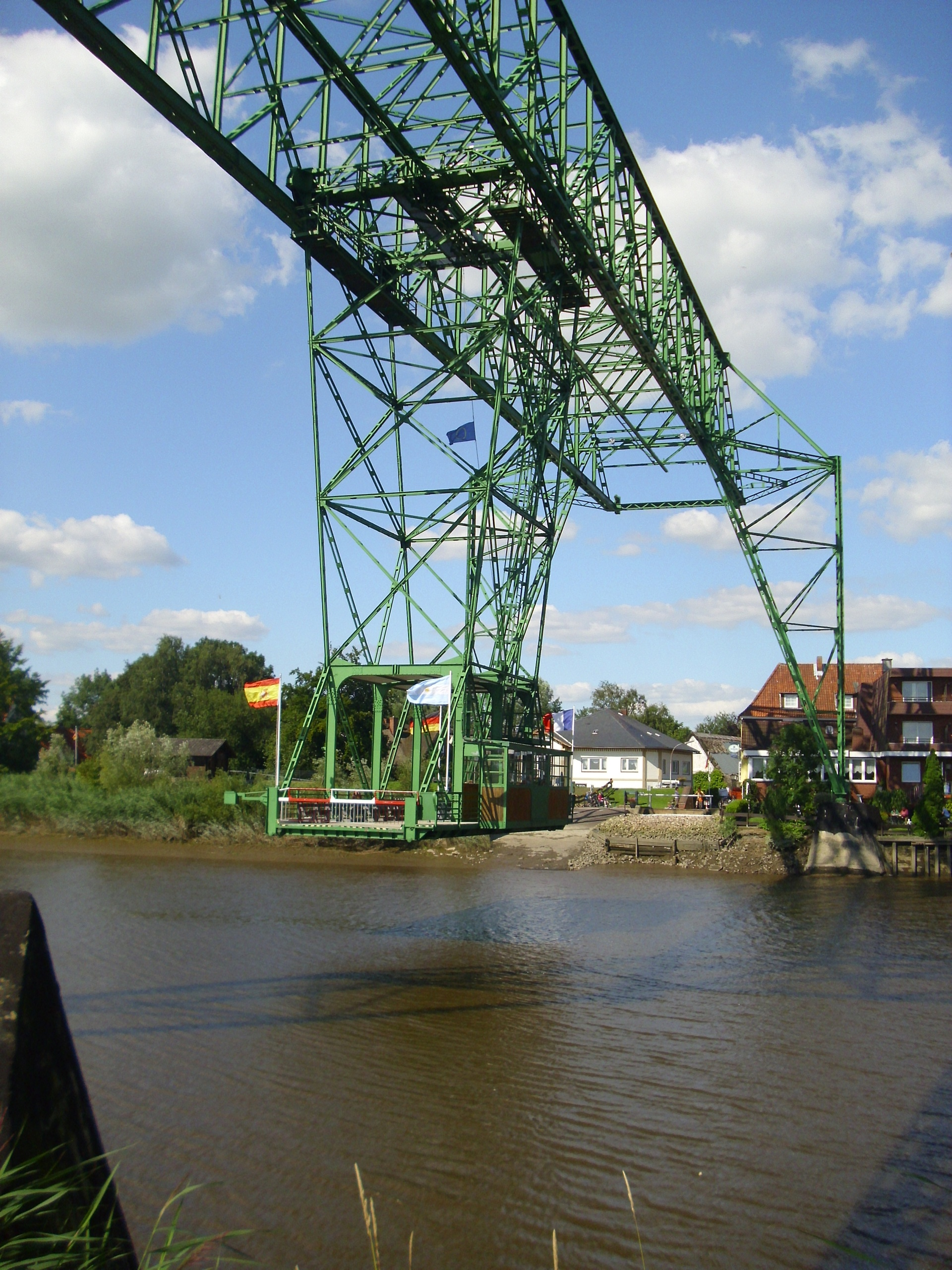
Hängfärjans gondol
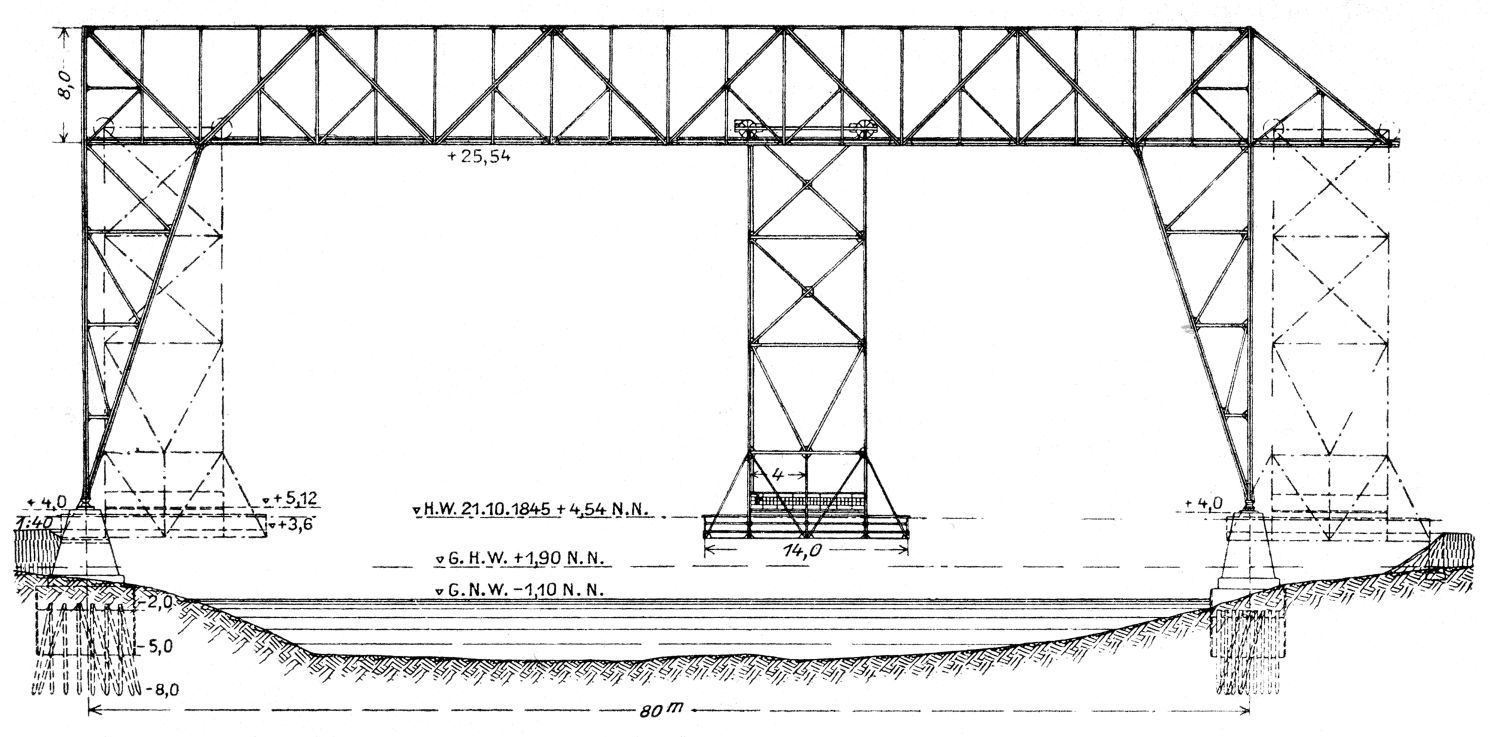
Ritning